# Nierenhypoplasie
Die Nierenhypoplasie ist eine angeborene Unterentwicklung einer oder beider Nieren. Im Gegensatz zur Nierendysplasie ist der Gewebeaufbau in der zu kleinen Niere normal.
Die Veränderung ist nicht mit einer Nierendysplasie und auch nicht mit einer erworbenen Verkleinerung einer ursprünglich normalen Nieren (Schrumpfniere) zu verwechseln.

## Verbreitung
Die Häufigkeit wird mit 2,5 % angegeben.

## Ursache
Zugrunde liegen Entwicklungsstörungen des Metanephros, der Nachniere.
Bei einer intrauterin ablaufenden Zytomegalieinfektion kann es zu einer Nierenhypoplasie kommen.
Als Risikofaktoren sind Intrauterine Wachstumsretardierung, Schwangerschaftsdiabetes, Präeklampsie, Eklampsie, Intoxikationen oder Drogenmissbrauch bei der Mutter sowie Frühgeburtlichkeit anzusehen.
Assoziationen bestehen mit dem Renalen-Kolobom-Syndrom und dem Turner-Syndrom.

## Im Rahmen von Syndromen
Eine Nierenhypoplasie kann auch im Rahmen von Syndromen auftreten:
- Akrorenales Syndrom
- Atelosteogenesis
- Beemer-Langer-Syndrom
- Laurence-Moon-Biedl-Bardet-Syndrom
- Mammorenales Syndrom
- Oligomeganephronia (Synonym: Oligomeganephronic renal hypoplasia)[8]
- Saldino-Noonan-Syndrom
- Strømme-Syndrom[9]
- Verma-Naumoff-Syndrom

## Einteilung
Zu unterscheiden sind folgende Formen:
- Beidseitige Nierenhypoplasie
- Einseitige Nierenhypoplasie
- Segmentale, auf einzelne Abschnitte einer Niere begrenzte Hypoplasie

## Klinische Erscheinungen
Eine Nierenhypoplasie kann mit weiteren Entwicklungsstörungen vergesellschaftet sein.

### Beidseitig
Das klinische Bild hängt vom Ausmaß der (eingeschränkten) Nierenfunktion ab. Intrauterin ist ein Fruchtwassermangel sowie ein erhöhtes fetales Β2-Mikroglobulin ein Hinweis auf eine ungünstige Prognose. Die Diagnose wird nach der Geburt häufig als „Zufallsbefund“ bei einer Routineuntersuchung gestellt. Es kann zu einer renalen Hypertonie und zum chronischen Nierenversagen kommen.

### Einseitig
Bei einer einseitigen Form liegt eine kompensatorische Hypertrophie der Gegenseite vor, andernfalls handelt es sich um eine Nierendysplasie.

### Segmental
Bei einer segmentalen Unterentwicklung eines oder mehrerer Nierenteile(s) kann es gleichfalls zur renalen Hypertonie kommen.

## Diagnose
Die Diagnose erfolgt üblicherweise durch die Sonografie. Bereits intrauterin kann eine Nierenhypoplasie etwa ab Mitte der Schwangerschaft erkannt werden.

## Differentialdiagnose
Die wichtigste Differentialdiagnose ist die wesentlich häufigere Nierendysplasie. Bei einer sonographisch einseitig zu kleinen, morphologisch normalen Niere kann es sich auch um eine Hufeisenniere handeln.
Bei segmentalen Formen sind die weitaus häufigeren entzündlichen bzw. narbigen Veränderungen abzugrenzen.